# 古德汉德菲特尔
古德汉德菲特尔（發音：[ˈɡuːdɐhantˌfɪʁtl̩]）是德国下萨克森州施塔德县的市镇，面积8.94平方千米，2023年12月31日人口为1,084人。